# Robert Agostinelli
Robert Frank Agostinelli (Rochester, 21 de mayo de 1953) es un economista, financiero y multimillonario ítalo-estadounidense que se desempeña como presidente y cofundador de la firma, Rhône Group. Forbes estima que el patrimonio neto de Agostinelli es de mil millones de dólares,  ubicándolo como el 416° hombre más rico de Estados Unidos. Agostinelli ocupó el puesto 124 entre las personas más ricas del Reino Unido según la Sunday Times Rich List desde 2012 hasta 2018 con un patrimonio neto de 689 millones de libras esterlinas. En 2018, Financial News clasificó a Agostinelli como el decimoctavo financiero más rico del Reino Unido.

## Primeros años
Agostinelli nació de padres inmigrantes italianos en las afueras de Rochester, Nueva York y asistió al Instituto Aquinas. Obtuvo su licenciatura en St. John Fisher College en 1976 y luego se tituló como contador público en la Universidad de Columbia.

## Carrera profesional
Agostinelli comenzó su carrera en servicios financieros en el banco de inversión Jacob Rothschild en Suiza de 1981 a 1982 y posteriormente se unió a Goldman Sachs convirtiéndose en socio sénior donde trabajó durante cinco años y fundó el negocio de fusiones y adquisiciones internacionales de la firma en Londres y luego se mudó a Lazard Frères & Co. como director ejecutivo sénior a cargo de los asuntos bancarios internacionales, donde participó en varias de las transacciones más importantes en la historia de adquisiciones europeas.
En 1995 Agostinelli y Steven Langman iniciaron su propia firma, Rhône Group, donde ha estado involucrado activamente en todos los aspectos de la estrategia y el desarrollo del grupo desde su creación, manteniendo y extendiendo la amplia base de relaciones de la firma con familias privadas, decisión corporativa clave fabricantes, inversores institucionales y altos funcionarios del gobierno soberano. Participa activamente en el abastecimiento y el seguimiento de inversiones en todas las industrias y dirige las actividades de relaciones con los inversores de la empresa. Forma parte del consejo de supervisión de Eurazeo.

## Política y filantropía
Agostinelli es director y asesor de muchas instituciones filantrópicas y cívicas europeas y estadounidenses. Es miembro del Consejo de Relaciones Exteriores y un destacado partidario de las causas neoconservadoras. Es uno de los miembros fundadores de la Iniciativa Amigos de Israel. Es ex vicepresidente del Consejo para los Estados Unidos e Italia (CONSIUSA) y miembro del Comité de Inversiones de Oportunidades Mundiales Corporativas de BSI Group. En 2008, Agostinelli proporcionó una financiación sustancial a las campañas presidenciales de John McCain y Rudy Giuliani.
Agostinelli es amigo del ex presidente francés, Nicolas Sarkozy y del ex primer ministro español, José María Aznar. En 2007, el presidente Sarkozy admitió a Le Monde que Agostinelli, su esposa y otra familia habían pagado la tarifa de 60.000 dólares semanales por una villa de lujo para él y su familia durante sus vacaciones de 2006 en Estados Unidos. A Agostinelli se le ha visto a menudo trotar con Sarkozy.
Es un miembro sénior de la Marine Corps Scholarship Foundation dirigida por el Gabinete de Campaña de los Patriotas Americanos, y un director sénior de la junta de la Fundación Americana Italiana del Cáncer. Agostinelli es miembro del consejo de administración del National Review Institute y del American Veterans Center. Agostinelli también es conocido por escribir artículos en el Wall Street Journal y The Washington Times sobre diversos temas políticos, económicos y sociales. Fue incluido en 1997 como miembro del Grupo Bilderberg.
En agosto de 2011 Agostinelli dio un discurso en la sala de lectura Mahan de la Escuela de Guerra Naval, donde se discutieron las posibles consecuencias que las decisiones políticas tomadas en respuesta a la crisis financiera de 2008 podrían tener sobre la seguridad nacional de Estados Unidos. Argumentando en contra de las decisiones del gobierno de Elija ganadores y perdedores, predijo que no permitir que las empresas quiebren podría tener efectos perniciosos en el crecimiento económico de Estados Unidos a largo plazo, lo que podría conducir a intrusiones sin precedentes en la libertad de los ciudadanos estadounidenses. Agostinelli también advirtió que el gasto deficitario le está dando a China una mayor influencia sobre los asuntos estadounidenses, con posibles implicaciones para la seguridad nacional. También es miembro de la Junta de Gobernadores de Reagan Ranch. También ha invertido £60 millones en WeWork.

## Iniciativa Amigos de Israel
Una delegación de la Iniciativa Amigos de Israel, que incluía a Agostinelli, se reunió con el presidente Shimon Peres en Beit HaNassi en Jerusalén en julio de 2011. La delegación incluyó al ex primer ministro español, José María Aznar, al ex embajador de Estados Unidos ante las Naciones Unidas, John Bolton y al premio Nobel de la Paz, David Trimble. El presidente sostuvo una reunión de trabajo con el grupo y presentó una descripción general de la situación en Israel y la región en general. Agostinelli declaró: "Israel es una parte fundamentalmente importante del mundo occidental. Es una democracia bajo fuego y debemos ser resueltos en defensa de su legitimidad".

## Vida personal
Agostinelli radica entre Nueva York y Palm Beach, manteniendo hogares adicionales en Londres y París, todos diseñados en su interior por Jacques Grange. En 2014, según los informes, Agostinelli compró la primera finca registrada en Palm Beach conocida como "La Loma" construida por Gustav Maass y John Volk, que estaba en el mercado por $14.5 millones a través de Sotheby's International Realty y se vendió por $12 millones. Según el Sunday Times Rich List 2015, Agostinelli está 'construyendo una casa en Henley-on-Thames. En 2017, The Sunday Times informó que Agostinelli recientemente gastó £25 millones en una casa en South Kensington, Londres. Es amigo cercano de Nicolas Sarkozy, George W. Bush, Jeb Bush y José María Aznar.

## Publicaciones asociadas
- Inclinándose ante Beijing, por Brett M. Decker y William C. Triplett II. (2011).[42]
- La guía políticamente incorrecta del Imperio británico, por HW Crocker III. (2011).[43]
- Los últimos magnates, de William D. Cohan . (2007).[44]